# Rovetta
Rovetta (lombardul: Ruèta) település Olaszországban, Lombardia régióban, Bergamo megyében. Lakosainak száma 4101 fő (2023. január 1.). Rovetta Cerete, Gandino, Fino del Monte, Castione della Presolana, Songavazzo, Villa d’Ogna, Clusone, Oltressenda Alta, Vilminore di Scalve, Colere és Piario községekkel határos.

## Népesség
A település lakossága az elmúlt években az alábbi módon változott:
| Lakosok száma | 4123 | 4168 | 4101 |
|               | 2017 | 2018 | 2023 |